# Парк Риџ (Висконсин)
Парк Риџ (енгл. Park Ridge) град је у америчкој савезној држави Висконсин.

## Демографија
По попису из 2010. године број становника је 491, што је 3 (0,6%) становника више него 2000. године.
| Група             | 2000.       | 2010.       |
| Белци             | 473 (96,9%) | 447 (91,0%) |
| Афроамериканци    | 1 (0,2%)    | 11 (2,2%)   |
| Азијати           | 9 (1,8%)    | 24 (4,9%)   |
| Хиспаноамериканци | 4 (0,8%)    | 2 (0,4%)    |
| Укупно            | 488         | 491         |